# Uruško korito
Uruško korito je pomembna sumerska skulptura, najdena v mestu Uruk v Iraku. Od leta 1928 je del zbirke Britanskega muzeja. Skupaj z vazo iz Warke se korito šteje za eno najzgodnejših ohranjenih del pripovednega reliefnega kiparstva z Bližnjega vzhoda, ki sega v obdobje 3300–3000 pr. n. št. v uruško obdobje. Preprosti reliefi so sicer znani tudi z mnogo starejših najdišč, npr. z najdišča Göbekli Tepe, ki sega v okoli 9000 pr. n. št.
Menijo, da je služilo kot nekakšna kultna podoba v templju boginje Inane. Rezbarija prikazuje procesijo ovac, vendar pomen tega prizora ni jasen.

## Zgodovina in odkritje
Korito so našli v Uruku, starodavnem mestu Sumerije in kasneje Babilonije, ki leži vzhodno od Evfrata v južnem Iraku. Od 4000–3000 pr. n. št. je bil Uruk eno največjih mest v južni Mezopotamiji, ki se je raztezalo na površini 5 kvadratnih kilometrov. Zdi se, da je bila dolgo časa moč koncentrirana v templjih ali verskih organizacijah, vendar je sčasoma prevzel kralj Gilgameš, ki je zgradil nove strukture in masivno mestno obzidje. Uruško korito je bilo verjetno čaščen predmet v enem od templjev v mestu, morda posvečeno božanstvu Inani. Okoliščine njegovega odkritja niso znane. Korito je kupil Britanski muzej s podporo Sklada narodnih umetniških zbirk leta 1928, tik preden je Nemško orientalsko društvo na tem mestu izvedlo izkopavanja.

## Opis
Uruško korito je izdelano iz mavca in je dolgo približno 1 m. Fragment enega konca predmeta je zdaj v Bližnjevzhodnem muzeju v Berlinu. Čeprav se imenuje 'korito', je malo verjetno, da je bil uporabljen kot tako, saj okras ne bi bil viden gledalcem. Bolj verjetno je, da je bil uporabljen kot nekakšna kultna podoba, morda v templju Inane, glavne boginje v starodavni Mezopotamiji tistega časa. Rezbarija prikazuje procesijo ovnov, ovc in jagnjet, ki se približujejo ali izstopajo iz trstičja, podobne tisti, v kateri so živeli močvirski Arabci v južnem Iraku. Strokovnjaki doslej niso mogli razložiti, kaj ti prizori pomenijo, čeprav so bili snopi trstičja na stavbi pozneje uporabljeni kot simboli boginje Inane, rezbarije pa se morda nanašajo na rodovitnost zemlje pod Inanino zaščito.